# Oksskolten
Oksskolten (1.916 meter över havet) är ett fjäll i Hemnes kommun i Nordland i Norge. Fjället är det högsta i Nord-Norge.
För att nå toppen brukar man starta vid Kjennsvasshytta på 520 meters höjd, som har bilväg från E12. Man måste då korsa glaciären Okstindbre, vilket av säkerhetsskäl kräver stegjärn och rep, och en ledare som har kunskap om räddning i glaciärsprickor. I övrigt krävs inte klätterutrustning.